# Nesopolynema caudatum
Nesopolynema caudatum is een vliesvleugelig insect uit de familie Mymaridae. De wetenschappelijke naam is voor het eerst geldig gepubliceerd in 1952 door Ogloblin.